# Бронте, Шарлотта
Шарло́тта Бро́нте (англ. Charlotte Brontë; 21 апреля 1816, Торнтон, Великобритания — 31 марта 1855, Хоэрт, Великобритания), псевдоним Каррер Белл (Currer Bell) — английская поэтесса, одна из самых известных представительниц английского романтизма и реализма. Старшая сестра Эмили Бронте и Энн Бронте. Считается, что Шарлотта Бронте и её «Джейн Эйр» породили феминистское движение в литературе. Шарлотта вывела в своем романе сильную женщину-героиню, которая не боялась преодолевать трудности и противостоять ударам судьбы. Ни одной подлинной фотографии Шарлотты не сохранилось.

## Биография
Шарлотта Бронте родилась 21 апреля 1816 года в Западном Йоркшире и была третьим ребёнком (а их было шестеро — Мэри, Элизабет, Шарлотта, Патрик Бренуэлл, Эмили и Энн) в семье священнослужителя англиканской церкви Патрика Бронте (родом из Ирландии) и его жены Марии, в девичестве Бренуэлл.
В 1820 году семья переехала в Хоэрт, где Патрик был назначен на должность викария.
Мать Шарлотты скончалась от рака матки 15 сентября 1821 года, оставив пять дочерей и сына на воспитание своему мужу Патрику.

### Образование

#### Кован-Бридж
В августе 1824 года отец отправил Шаpлотту в Кован-Бриджскую школу для дочерей духовенства (две её старшие сестры, Мария и Элизабет, были отправлены туда в июле 1824, а младшая, Эмили, в ноябре). При поступлении в школьном журнале была сделана следующая запись о знаниях восьмилетней Шарлотты:
Шарлотта Бронте. Поступила 10 августа 1824. Пишет неразборчиво. Немного считает, шьёт аккуратно. Не знает ничего о грамматике, географии, истории или этикете. В целом умней своего возраста, но ничего не знает систематически. Покинула школу 1 июня 1825. Гувернантка.
Кован-Бриджская школа послужила прототипом пансиона Ловуд в романе «Джейн Эйр». Плохие условия подорвали и без того слабое здоровье Мэри (род. в 1814) и Элизабет (род. 1815) Бронте. В феврале 1825 года мистер Бронте забрал из школы заболевшую туберкулёзом Мэри; в мае того же года вторая сестра, Элизабет, была отправлена домой, совершенно больная от чахотки. Вскоре после возвращения в Хоэрт сёстры Шарлотты умерли. Двух младших девочек мистер Бронте немедленно забрал домой (1 июня 1825 года).
Дома в Хоэртском пасторате Шарлотта и другие оставшиеся в живых дети: Бренуэлл, Эмили и Энн принялись за написание хроники жизней и борьбы жителей их воображаемых королевств. Шарлотта и Бренуэлл писали байронические истории о вымышленных английских колониях в Африке, центром которых являлась великолепная столица — Стеклянный Город (Гласс-Таун, впоследствии — Вердополис), а Эмили и Энн писали книги и стихи о Гондале. Их сложные и замысловатые саги, корнями уходящие в детство и раннюю юность писательниц, определили их литературное призвание.

#### Роу-Хед
В 1831—1832 годах Шарлотта продолжила своё образование в Роу-Хедской школе (Mирфилд), которую возглавляла мисс Вулер. С Маргарет Вулер Шарлотта до конца жизни сохранила добрые отношения, хотя между ними бывали трения.

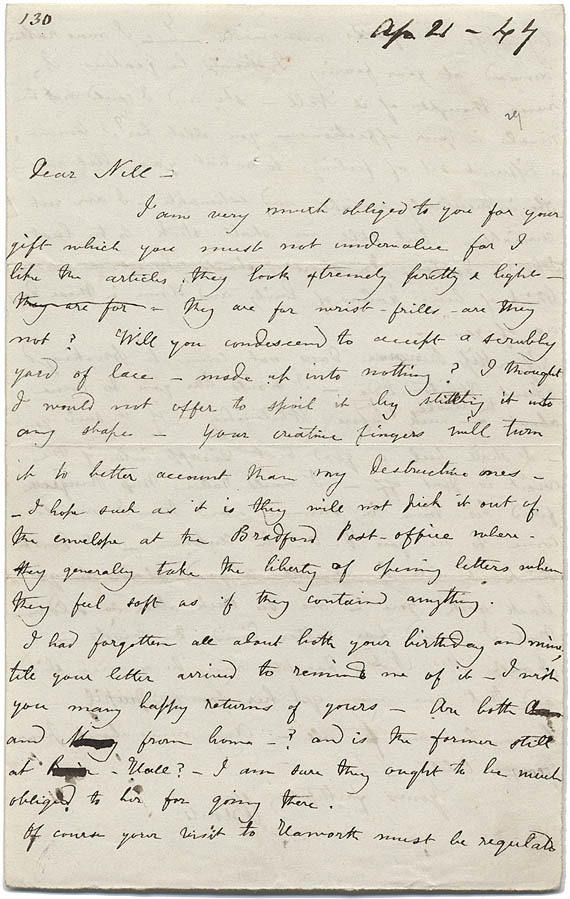
Письмо Шарлотты своей подруге Эллен Насси, 1844 год

В Роу-Хеде Шарлотта познакомилась со своими сверстницами Эллен Насси и Мэри Тейлор, с которыми подружилась и в дальнейшем переписывалась.
Окончив образование, Шарлотта в 1835—1838 годах работала учительницей в Роу-Хеде. По решению семьи Шарлотта привезла с собою в школу Эмили: она оплачивала обучение младшей сестры из своего жалованья. Однако неспособность Эмили жить в новом месте среди посторонних людей изменила первоначальные планы: Эмили пришлось отослать домой, а её место заняла Энн.
В 1838 году Шарлотта и Энн покинули мисс Вулер под предлогом того, что переезд школы в Дьюсбери Мур плохо сказался на их здоровье. Дьюсбери Мур действительно был довольно нездоровой местностью, но главной причиной ухода Шарлотты была, очевидно, усталость от нелюбимой работы и невозможность писать (произведения 1835—1838 годов созданы урывками в краткие недели школьных каникул).

### Литературные амбиции

#### Переписка с Робертом Саути
Рано начав писать, Шарлотта также рано осознала своё призвание и дарование. Первая известная нам попытка будущей писательницы войти в литературный мир относится к 1836 году. 29 декабря Шарлотта отправила письмо и стихи известному поэту Роберту Саути, прося его высказать своё мнение. Это письмо до нас не дошло, и поэтому неизвестно, какие именно стихотворения читал Саути. Ясно, однако, что своё горячее желание стать известной поэтессой Шарлотта высказала поэту-романтику в весьма экзальтированном стиле. В ответном письме Саути процитировал некоторые пассажи своей корреспондентки, позволяющие составить представление об остальном содержании:
Что я из себя представляю, вы могли бы узнать из тех моих опубликованных сочинений, которые попадали вам в руки; но вы живёте в мире видений и, кажется, воображаете, что так же обстоит дело и со мной, когда просите меня «снизойти с трона света и славы». Знай вы меня, небольшое личное знакомство умерило бы ваш энтузиазм. Вы, кто так пылко желает «стать известной в веках» поэтессой, смогли бы до некоторой степени остудить свой пыл, видя поэта на склоне его жизни и подмечая то воздействие, которое оказывает возраст на наши надежды и вдохновение.
Саути нашёл, что мисс Бронте, несомненно, обладает — «и не в незначительной степени» — поэтическим даром, однако счёл нужным предупредить свою корреспондентку, что то экзальтированное состояние, в которое её, видимо, повергает поэзия, вредно для её душевного здоровья, может помешать её дальнейшему счастью и сделает её непригодной к выполнению традиционных женских обязанностей, которые, по мнению престарелого поэта, для женщины должны быть важнее всякого творчества.
Письмо Саути оказало на Шарлотту благотворное влияние. Хотя её видимая экзальтация была связана не с творчеством, а с невозможностью заниматься творчеством (в это время она преподаёт в Роу-Хеде и полный день занята обучением учениц и присмотром за ними), тем не менее, она хорошо осознала, что устами Саути говорит расхожая мудрость эпохи. Она приняла совет писать стихи только ради них самих, хотя практически это выразилось в том, что она принизила значение своей поэзии. Её второе благодарственное письмо произвело на Роберта Саути самое благоприятное впечатление.
Шарлотта, вероятно, так и не узнала, что на отношение к ней Саути отчасти повлияло одно постороннее обстоятельство. Немногим позднее Шарлотты её брат, Бренуэлл, также отправил письмо и стихи Уильяму Вордсворту (вполне возможно, что брат и сестра вместе задумали эти обращения). Письмо Бренуэлла не понравилось Вордсворту, и он отозвался о нём Саути самым негативным образом. Саути писал об этом Каролине Баулз:
Я послал дозу охлаждающего предостережения бедной девушке, чьё взбалмошное письмо настигло меня в Бакленде. Дозу приняли хорошо, и она поблагодарила меня за неё. (...) Почти в то же время, как она написала мне, её брат написал Вордсворту, которому его письмо внушило отвращение, поскольку содержало грубую лесть по отношению к нему самому и обильную брань по адресу других поэтов, включая меня. О сестре я думаю хорошо благодаря её второму письму, и, возможно, она всю свою жизнь будет благожелательно вспоминать меня.

#### Письмо к Хартли Кольриджу
Из общения с Робертом Саути Шарлотта извлекла три урока: во-первых, она решает оставить поэзию и обратиться к прозе, во-вторых, планирует отказаться от романтизма в пользу реализма, и, в-третьих, решает отныне пользоваться псевдонимом, чтобы ни лесть по отношению к женщине, ни традиционные убеждения не препятствовали оценке её сочинений.
В 1840 году она отправляет первые главы задуманного ею романа «Эшворт» Хартли Кольриджу (сыну известного поэта). Кольридж, очевидно, сделал ряд замечаний, суть которых клонилась к тому, что роман не будет принят издателями. Обращение Шарлотты, видимо, было подсказано советом её брата, Бренуэлла, который виделся с Кольриджем по поводу своих переводов «Од» Горация.
Письмо Хартли Кольриджа к Шарлотте не сохранилось. Её ответное письмо существует в двух экземплярах: черновик и отосланный чистовик.

#### Первые публикации
Со слов Шарлотты известно, что ещё до появления в печати сборника стихотворений Каррера, Эллиса и Эктона Беллов в каком-то журнале был опубликован её перевод из французской поэзии. Однако, как отметила писательница, публиковался он анонимно. Поскольку Шарлотта не указала, где и когда именно появился её перевод, установить дату её первой публикации пока не удалось.

### Работа гувернанткой. Школьный проект
В июне 1839 года Шарлотта получила свою первую должность гувернантки в семье Сиджвиков (откуда быстро ушла из-за плохого обращения), а в 1841 году — вторую, в семье мистера и миссис Уайт.
В том же году тётя Шарлотты, мисс Элизабет Бренуэлл, согласилась снабдить племянниц деньгами, чтобы они могли основать свою собственную школу. Однако Шарлотта внезапно изменила планы, решив предварительно усовершенствоваться во французском языке. С этой целью она намеревалась отправиться в одну из бельгийских школ-пансионов. Поскольку одолженных тётей денег хватало только на один семестр, Шарлотта планировала найти работу за границей. В ноябре 1841 года она писала Эмили:
Прежде, чем наши полгода в Брюсселе закончатся, нам с тобой придётся приискать себе работу за границей. Я не намерена возвращаться домой, пока не истекут двенадцать месяцев.

### Брюссель
В 1842 году Шарлотта и Эмили отправились в Брюссель, чтобы поступить в школу-интернат, управляемую Константином Эже (1809—1896) и его женой Клэр-Зоэ Эже (1814—1891). Проучившись один семестр, девушки получили предложение остаться там работать, оплачивая своим трудом возможность продолжать обучение. Шарлотта писала Эллен Насси:
Не могу сказать точно, вернусь ли я домой в сентябре или нет. Мадам Эже сделала предложение мне и Эмили остаться ещё на полгода, имея в виду уволить учителя английского и взять меня в этом качестве, а также нанять Эмили на некоторую часть дня учить музыке нескольких учениц. За эту работу нам предложено продолжить свои занятия французским и немецким, столоваться и т.д., не платя за это; однако никакого жалованья нам не предложено.
Пребывание сестёр в пансионе закончилось в октябре 1842 года, когда умерла их тётя, Элизабет Бренуэлл, заботившаяся о девочках после смерти матери.
В январе 1843 Шарлотта вернулась в Брюссель преподавать английский язык. Однако теперь время её пребывания в школе не было счастливым: девушка была одинока, тосковала по дому и, очевидно, чувствовала, что занятия литературой с мсье Эже не помогут ей начать литературную карьеру. Ощущение уходящего времени и боязнь растратить свои способности впустую в ближайшее время станут постоянным лейтмотивом писем Шарлотты. Вероятно, её пугал пример брата, чьи некогда блестящие перспективы неуклонно таяли.
Мэри Тейлор, вспоминая брюссельские встречи со своей старой школьной подругой и её последующие письма, повторила слова, часто встречающиеся в письмах самой Шарлотты:
Она сказала: «Моя молодость уходит; я никогда не сделаю ничего лучше того, что уже сделала, а я пока не сделала ничего». В таких случаях она, кажется, полагала, что человеческие существа обречены под давлением мирских интересов терять одну способность за другой, одно чувство за другим, «пока полностью не омертвеют. Надеюсь, к тому моменту, когда я омертвею, я уже буду лежать в могиле». (...) Когда она привыкла к брюссельским людям и манерам, её жизнь стала монотонной, и она впала в то же состояние безнадёжности, что и у мисс Вулер, хотя и в меньшей степени. Я написала ей, побуждая её ехать домой или ещё куда-нибудь.
Наконец, в декабре 1843 года Шарлотта решает возвратиться в Хоэрт, несмотря на то, что не видит дома никаких литературных возможностей для себя.
Брюссельский опыт Шарлотты нашёл отражение в романах «Учитель» и «Виллетт» («Городок»).

### Школьный проект

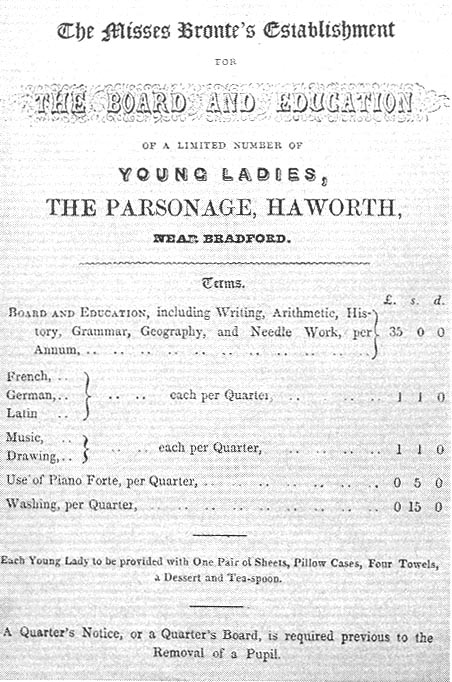
Объявление об учреждении школы-пансиона мисс Бронте, 1844 год.

Вернувшись домой 1 января 1844 года, Шарлотта вновь решает заняться проектом основания собственной школы, чтобы обеспечить себя и сестёр заработком. Однако обстоятельства, сложившиеся в 1844 г., менее благоприятствовали такого рода планам, чем это имело место в 1841 г.
Тётушка Шарлотты, миссис Бренуэлл, умерла; здоровье и зрение мистера Бронте ослабело. Сёстры Бронте уже не имели возможности покинуть Хоэрт, чтобы арендовать школьное здание в более привлекательной местности. Шарлотта решается основать пансион прямо в Хоэртском пасторате; но их семейный дом, расположенный на кладбище в довольно дикой местности, отпугнул родителей потенциальных учениц, несмотря на сделанные Шарлоттой денежные скидки.

### Начало литературной карьеры
В мае 1846 года Шарлотта, Эмили и Энн опубликовали за свой счёт совместный поэтический сборник под псевдонимами Каррер, Эллис и Эктон Белл. Несмотря на то, что было продано только два экземпляра сборника, сёстры продолжили писать, имея в виду последующую публикацию. Летом 1846 года Шарлотта начала поиск издателей для романов Каррера, Эллиса и Эктона Беллов: это были соответственно «Учитель», «Грозовой перевал» и «Агнес Грей».
Опубликовав первую книгу на семейные средства, Шарлотта в дальнейшем хотела не тратиться на публикацию, а, напротив, получить возможность зарабатывать литературным трудом. Однако её младшие сёстры готовы были рискнуть ещё раз. Поэтому Эмили и Энн приняли предложение лондонского издателя Томаса Ньюби, который запросил за издание «Грозового перевала» и «Агнес Грей» 50 фунтов в качестве гарантии, обещав вернуть эти деньги, если ему удастся продать 250 экземпляров из 350 (тираж книг). Этих денег Ньюби не вернул, несмотря на то, что весь тираж был распродан на волне успеха романа Шарлотты «Джейн Эйр» в конце 1847 года.
Сама Шарлотта отказалась от предложения Ньюби. Она продолжила переписку с лондонскими фирмами, пытаясь заинтересовать их своим романом «Учитель». Все издательства отвергли его, однако литературный консультант фирмы «Смит, Элдер и компания» отправил Карреру Беллу письмо, в котором благожелательно объяснил причины отказа: роману не хватает увлекательности, которая позволила бы книге хорошо продаваться. В том же месяце (август 1847) Шарлотта отослала в фирму «Смит, Элдер и компания» рукопись «Джейн Эйр». Роман был принят и напечатан в рекордно короткие сроки.

### Смерть Бренуэлла, Эмили и Энн Бронте
Вместе с литературным успехом в семью Бронте пришла беда. Брат Шарлотты и единственный сын в семье Бренуэлл скончался в сентябре 1848 года от хронического бронхита или туберкулёза. Тяжёлое состояние брата усугубило пьянство, а также наркомания (Бренуэлл принимал опиум). Эмили и Энн скончались от туберкулёза лёгких в декабре 1848 года и мае 1849 года соответственно.
Теперь Шарлотта и её отец остались одни. В период между 1848 и 1854 гг. Шарлотта вела активную литературную жизнь. Она сблизилась с Гарриет Мартино, Элизабет Гаскелл, Уильямом Теккереем и Джорджем Генри Льюисом.
Книга Бронте породила феминистское движение в литературе. Главная героиня романа, Джейн Эйр, — такая же сильная девушка, как и автор. Тем не менее Шарлотта старалась не уезжать из Хоэрта больше чем на несколько недель, так как не хотела покидать своего стареющего отца.

### Замужество. Смерть
В течение своей жизни Шарлотта неоднократно отказывалась от замужества, иногда воспринимая брачные предложения серьёзно, иногда относясь к ним с юмором. Тем не менее, она предпочла принять предложение помощника своего отца, священника Артура Белла Николлса.
Шарлотта познакомилась с будущим мужем весной 1844 года, когда Артур Белл Николлс прибыл в Хоэрт. Первое впечатление Шарлотты от отцовского помощника было отнюдь не лестным. Она писала Эллен Насси в октябре 1844:
Мистер Николлс как раз вернулся; даже ради спасения моей жизни я не могу рассмотреть в нём те интересные зачатки добра, которые ты обнаружила; меня главным образом всегда поражает узость его мышления.
Подобные отзывы встречаются в письмах Шарлотты и в более поздние годы, однако со временем они исчезают.
Шарлотта вышла замуж 29 июня 1854 года, венчание прошло в церкви её отца. Патрик, хотя он и дал (но неохотно) согласие на брак, решил не присутствовать на церемонии, поэтому Шарлотту к алтарю вела Маргарет Вулер. Медовый месяц молодожёны провели в Уэльсе, после чего вернулись жить в доме Патрика. В январе 1855 года состояние её здоровья резко ухудшилось. В феврале врач, осматривавший писательницу, пришёл к выводу, что симптомы недомогания свидетельствуют о начале беременности и не представляют опасности для жизни.
Шарлотту мучала постоянная тошнота, отсутствие аппетита, чрезвычайная слабость, что привело к быстрому истощению. Однако, по словам Николлса, только в последнюю неделю марта стало ясно, что Шарлотта умирает.
Шарлотта умерла 31 марта 1855 года в возрасте 38 лет. Причина смерти так и не была установлена. В свидетельстве о её смерти причиной значился туберкулёз, однако, как предполагают многие биографы Шарлотты, она могла умереть от обезвоживания и истощения, вызванного тяжёлым токсикозом.
Писательница была похоронена в фамильном склепе в Церкви Св. Михаила, расположенной в Хоэрте, Уэст-Йоркшир, Англия.

## Творчество

### Раннее творчество
Шарлотта Бронте рано начала писать: её первая дошедшая до нас рукопись (There was once a little girl) датируется приблизительно 1826 годом (автору 10 лет). В 1827—1829 годах дети Бронте придумали несколько больших и малых игр, которые послужили основой для их дальнейшего творчества. В детской автобиографической заметке «История года» (12 марта 1829) Шарлотта описала возникновение игры «Молодые люди», из которой в ближайшие годы разовьётся «африканская» сага:
Папа купил в Лидсе солдатиков для Бренуэлла. Когда папа вернулся домой, была ночь и мы были в постелях, так что на следующее утро Бренуэлл подошёл к нашей двери с коробкой солдатиков. Мы с Эмили спрыгнули с постели, я схватила одного и воскликнула: «Это герцог Веллингтон! Пусть он будет мой!». Когда я сказала это, Эмили тоже взяла одного и сказала, пусть он будет её. Когда Энн спустилась вниз, и она взяла одного.

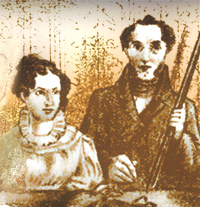
Шарлотта и Бренуэлл Бронте. Фрагмент группового «Портрета с ружьём» (сама картина уничтожена; сохранились лишь её фотография, копия и фрагмент с изображением Эмили). Работа Бренуэлла Бронте, около 1834-5 гг.

Артур Уэллсли, герцог Веллингтон, знаменитый полководец, ирландец по происхождению, был героем Шарлотты. Сначала она сделала его центральным персонажем своей «африканской» саги. В повести «Двенадцать искателей приключений» (апрель 1829) тринадцатилетний автор описывает отплытие 74-орудийного корабля «Непобедимый», его крушение на западном побережье Африки, основание английской колонии и помощь могущественных джиннов в создании великолепного Стеклянного Города:

Однажды вечером, когда все мы собрались в Палате Правосудия, Артур Уэллсли, в то время простой трубач, внезапно воскликнул, когда мы обсуждали нашу удачу:
— (…) Не лучше ли было бы немедленно послать в Англию, рассказать о новом мире, который мы открыли и о его богатствах; и не думаете ли вы, что нам пошлют армию?
Тут же поднялся Фрэнсис Стюарт и сказал:
— Молодой человек, думайте прежде чем сказать! Как нам послать в Англию? Кто тут достаточно вынослив, чтобы снова пересечь Атлантику? Разве вы не помните шторм, который вынес нас на берега Тринидада?
Артур Уэллсли ответил:
— (…) Я не столь безрассуден, чтобы предполагать, будто мы сами сумеем пересечь океан в том повреждённом и протекающем судне, каким мы располагаем, или что мы вовремя сумеем построить другое (…). Но в какой короткий срок мы построили город, где теперь находимся! Сколько потребовалось времени, чтобы воздвигнуть эту величественную Палату, в которой мы сейчас пребываем? Разве эти мраморные колонны и этот величественный купол построен не сверхчеловеческой силой? Если вы взглянете на город из этого готического окна и увидите утренние лучи, золотящие зубцы мощных башен и колонны великолепных дворцов, воздвигнутых в несколько месяцев, сможете ли вы усомниться в том, что при их создании применялась магия?
Здесь он остановился. Все мы были убеждены, что джинны помогли нам построить наш город. Он продолжал:
— Ну а если джинны построили наш город, разве они не помогут нам призвать наших соотечественников, чтобы защитить то, что они построили, от вражеских нападений?
Он снова прервался, поскольку крыша затряслась, а палата наполнилась дымом. Пол разверзся, и мы услышали голос, сказавший:

— Когда солнце покажется на востоке над лесами, все вы должны быть на границе гиблой пустыни, ибо если вы не придёте, я раздроблю вас на атомы.
Появление джиннов, разумеется, было обусловлено тем, что дети Бронте зачитывались сказками «Тысячи и одной ночи».

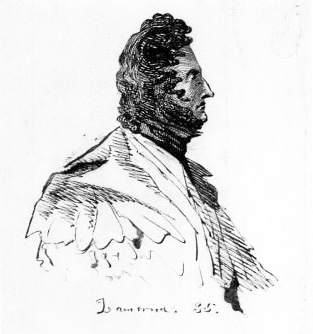
Бренуэлл Бронте. Портрет Заморны. Около 1835 г.

Вскоре сагический герцог Веллингтон уступил место своим сыновьям: Артуру-Августу-Адриану Уэллсли, маркизу Дуэро (впоследствии он станет герцогом Заморной и королём Ангрии) и его младшему брату лорду Чарлзу-Альберту-Флориану Уэллсли (впоследствии Чарлз Тауншенд или Таунсенд). С ним Шарлотта отчасти отождествляла себя, поскольку лорд Чарлз является одним из главных рассказчиков, от чьего лица она ведёт повествование.
Следует заметить, что некоторые произведения ювенилии не связаны с сагой (например, «Приключение в Ирландии» или «Приключения мсье Эдуарда де Крака»), однако со временем практически всё, что выходит из-под пера Шарлотты, оказывается частью её вымышленного африканского мира.
В 1830 году Шарлотта переименовывает Стеклянный Город в Вердополис. С этого момента английские колонии в Африке получают имя Вердополитанской Конфедерации (или Вердополитанского Союза). Конфедерация изначально объединяла четыре королевства: Веллингтонленд (впоследствии Сенегамбия), Пэррисленд (Эдвард Пэрри — имя солдатика Эмили), Россленд (по имени солдатика Энн) и Сничисленд. В 1834 году в ходе Завоевательной войны к ним было присоединено ещё одно королевство — Ангрия.

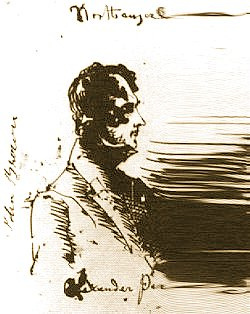
Бренуэлл Бронте. Портрет Александра Перси. Около 1835 г.

Ангрианская часть «африканской» саги (после «гласстаунской» и «вердополитанской») является самой последней и наиболее интересной. Её
основной «нерв» образует противостояние двух главных героев саги: Артура Уэллсли, герцога Заморны, и Александра Перси, графа Нортангерленда. Изначально Александр Перси задумывался как ведущий отрицательный персонаж (в «гласстаунской» части он носит «говорящее» имя Плут (Rogue)), однако со временем оба героя утратили однозначность. Заморна, развивающийся по образцу байронического героя, быстро обзавёлся всеми пороками, свойственными этому типу; характер Александра Перси, со своей стороны, приобрёл трагические обертоны. Вдобавок Шарлотта и её брат решили породнить героев: Заморна женился вторым браком на дочери Александра Перси. Мэри-Генриетта Перси-Уэллсли таким образом становится разменной монетой в интригах её мужа и отца, которых тянет и отталкивает друг от друга. Противостояние Заморна-Нортангерленд выливается в гражданскую войну в Ангрии.
Поздняя ювенилия Шарлотты Бронте отмечена появлением нового типа героини. В детском и подростковом возрасте девочка ориентировалась на литературные романтические образцы, главным образом, на героинь Байрона и Вальтера Скотта. Однако в 1838—1839 годах Шарлотта создаёт оригинальный женский персонаж, высшей точкой развития которого станет характер Джейн Эйр. Прототипом Джейн в ювенилии является Элизабет Гастингс; её противостояние полковнику Уильяму Перси и любовь к нему образуют первый очерк будущего романа, который прославил Шарлотту Бронте.
До нас дошли практически все ранние произведения Шарлотты Бронте. Поскольку изначально они сочинялись от лица деревянных солдатиков, рукописи написаны чрезвычайно мелким почерком печатными буквами (дети имитировали книги). Благодаря усилиям учёных, трудившихся над расшифровкой бронтенианы, в XX веке разными фрагментами было издано практически всё наследие Шарлотты Бронте. Однако научное издание потребовало больше времени. В настоящее время оно близко к завершению.

#### Детские и юношеские произведения (Ювенилия)
Приводимый ниже список является неполным (полный список слишком обширен). Названия, записанные в квадратных скобках, даны исследователями.

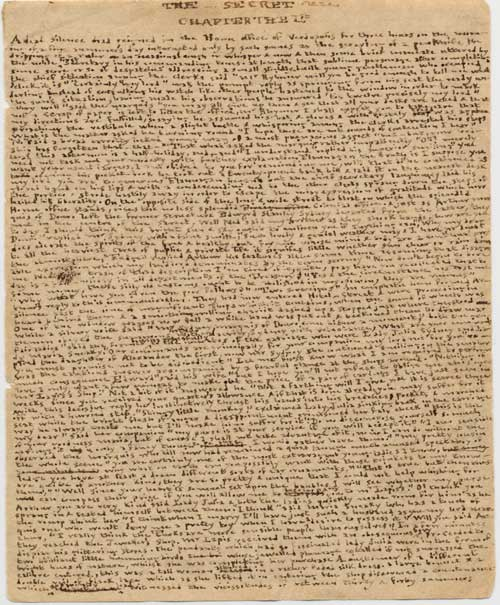
Первый лист рукописи Шарлотты Бронте «Тайна», 1833 г.

- Две романтические повести: «Двенадцать искателей приключений» и «Приключение в Ирландии» (1829) Последнее произведение, в действительности, не повесть, а рассказ.
- Журнал «Молодых Людей» (1829—1830)
- Поиски счастья (1829)
- Характеры выдающихся людей нашего времени (1829)
- Рассказы об островитянах. В 4 томах (1829—1830)
- Вечерняя прогулка, стихотворение маркиза Дуэро (1830)
- Перевод английскими стихами Первой книги «Генриады» Вольтера (1830)
- Альбион и Марина (1830). Первая «любовная» повесть Шарлотты, написанная под влиянием Байрона; характер Марины соответствует характеру Гайдэ из поэмы «Дон Жуан». Повесть Шарлотты носит несколько мистический характер.
- Приключения Эрнеста Алемберта. Сказка (1830)
- Фиалка и другие стихи маркиза Дуэро (1830)
- Свадьба (1832) (стихотворение и повесть)
- Артуриана, или Обрезки и остатки (1833)
- Кое-что об Артуре (1833)
- Две повести: «Тайна» и «Лили Харт» (1833)
- Визиты в Вердополисе (1833)
- Зелёный карлик (1833)
- Найдёныш (1833)
- Ричард Львиное Сердце и Блондель (1833), стихотворение
- Лист из неоткрытого тома (1834)
- «Заклинание» и «Светская жизнь в Вердополисе» (1834)
- Книга-свалка (1834)
- Блюда на закуску (1834)
- Моя Ангрия и ангрианцы (1834)
- «Мы сеть соткали в детстве» [Ретроспектива] (1835), одно из самых известных стихотворений Шарлотты Бронте
- Текущие события (1836)
- [Изгнание Заморны] (1836), поэма в двух песнях
- [Возвращение Заморны] (1836-7)
- [Джулия] (1837)
- [Лорд Дуэро] (1837)
- [Мина Лори] (1838)
- [Стэнклифф-Отель] (1838)
- [Герцог Заморна] (1838)
- [Капитан Генри Гастингс] (1839)
- [Кэролайн Вернон] (1839)
- Прощание с Ангрией (1839)
- Эшворт (1840) первый набросок романа для печати. Эшворт — своего рода псевдоним Александра Перси.

##### Некоторые популярные издания ювенилии Шарлотты Бронте
- «Легенды Ангрии» (1933, под редакцией Ф. Э. Рэтчфорд). В эту книгу вошли подростковый роман «Зелёный карлик», поэма «Изгнание Заморны», повесть «Мина Лори», юношеский роман «Кэролайн Вернон» и «Прощание с Ангрией» — прозаический фрагмент, жанр которого трудно определить.
- «Шарлотта Бронте. Пять маленьких романов» (1977, под редакцией У. Жерен). В эту книгу вошли повести «Текущие события», «Джулия» и «Мина Лори», а также юношеские романы «Капитан Генри Гастингс» и «Кэролайн Вернон».
- «Рассказы об Ангрии» (2006, под редакцией Хедер Глен). В эту книгу вошли повести «Мина Лори» и «Стэнклифф-Отель», небольшой роман в письмах «Герцог Заморна», романы «Генри Гастингс» и «Кэролайн Вернон», а также дневниковые фрагменты, которые Шарлотта Бронте написала, будучи учительницей в Роу-Хеде.

### Зрелое творчество

#### Романы 1846—1853 годов
В 1846 году Шарлотта Бронте полностью закончила роман, специально написанный для печати, — «Учитель». Под псевдонимом Каррер Белл она предложила его нескольким издательствам. Все отвергли рукопись, однако литературный консультант фирмы «Смит, Элдер и компания», Уильям Уильямс, увидел потенциал начинающего автора и написал Карреру Беллу письмо, в котором объяснил, что книга должна быть привлекательной для публики и, соответственно, продаваемой. Через две-три недели после получения этого письма Шарлотта отправила фирме «Смит, Элдер и компания» рукопись романа «Джейн Эйр» (написан между августом 1846 и августом 1847).
В своей «Жизни Шарлотты Бронте» Э. Гаскелл так описала реакцию, которую вызвал новый роман:
Когда рукопись «Джейн Эйр» дошла до будущих издателей этого замечательного романа, на долю одного джентльмена, связанного с фирмой, выпало прочитать его первым. Он был так сильно потрясён характером книги, что в очень эмоциональных выражениях высказал свои впечатления мистеру Смиту, которого, казалось, чрезвычайно позабавило это взволнованное восхищение. «Кажется, вы так очарованы, что я и не знаю, могу ли верить вам», – сказал он, смеясь. Но когда второй читатель, трезвомыслящий шотландец, не подвластный энтузиазму, вечером забрал рукопись домой и так глубоко заинтересовался рассказом, что просидел полночи, пока не дочитал его, любопытство мистера Смита было достаточно возбуждено, чтобы ему захотелось самому прочитать роман, и, как ни велики были похвалы, ему расточаемые, он нашёл, что они не грешили против истины.
Шарлотта отправила издателям роман «Джейн Эйр» 24 августа 1847 года, а 16 октября того же года книга была опубликована. Шарлотта была приятно поражена, когда получила свой гонорар. По современным меркам он был невелик: автору выплатили 500 фунтов.
В 1848—1849 гг. Шарлотта Бронте написала второй из своих опубликованных романов — «Шерли». Внешние обстоятельства её жизни, однако, не благоприятствовали творчеству: в начале 1848 года скандал, касающийся авторства романов её сестёр («Грозовой перевал» Эмили Бронте и обе книги Энн — «Агнес Грей» и «Незнакомка из Уайлдфелл-Холла» были приписаны Карреру Беллу), вынудил Шарлотту приехать в Лондон и раскрыть свой псевдоним. Во второй половине этого года умерли её брат Бренуэлл и сестра Эмили. Было также очевидно, что самая младшая сестра Шарлотты, Энн, долго не проживёт; и действительно, она скончалась в мае 1849 года. Через два месяца после этого, в августе, Шарлотта закончила «Шерли». 26 октября книга вышла из печати.
В 1850—1852 годах Шарлотта написала свою последнюю (и, возможно, лучшую) книгу — «Виллетт» (Название «Городок» является ошибочным, поскольку Виллетт — название столицы Лабаскура: топонимы не переводятся). Роман отличает очень тяжёлая атмосфера — следствие пережитого автором горя. Писательница ставит главную героиню в тупиковые ситуации: смерть близких, утрата друзей, тоска по разрушенному дому. Люси Сноу, по замыслу автора, с самого начала обречена на неудачи, беды и безысходное одиночество. Она — отверженная от земного счастья и может надеяться лишь на Царствие Небесное. В некотором смысле можно сказать, что Шарлотта выместила на своей героине собственную боль от потери семьи. Книгу отличает камерность и исключительная психологическая убедительность.
«Виллетт» вышел из печати 28 января 1853 года и стал последним произведением, которое Шарлотта успела закончить.

#### Незаконченные фрагменты
После смерти Шарлотты Бронте осталось несколько незаконченных рукописей.
Одна из них, содержащая две главы под заголовком «Эмма», была опубликована вскоре после смерти автора. Роман завершила, бережно относясь к наследию Шарлотты Бронте, писательница Констанс Сейвери (1897 — 1999), которая опубликовала роман «Эмма» под следующим соавторством: Шарлотта Бронте и Другая Леди (англ. Charlotte Brontë and Another Lady); в 1980 году роман был напечатан издательством Dent & Sons, книга имела успех (даже переиздавалась в США) и оставалась в печати, пока иной вариант романа — с названием «Эмма Браун» — дописанный уже Клэр Бойлан, не увидел свет в 2003 году.
Существует ещё два фрагмента: «Джон Генри» (около 1852) и «Вилли Эллин» (май-июнь 1853).
Её первый роман «Учитель», отвергнутый издательствами в 40-х годах, был издан в 1857-м, уже после смерти автора. Позже был напечатан (первая публикация — 2006 год) сборник новелл о воображаемом королевстве Ангрия — «Рассказы об Ангрии» (Tales of Angria), написанные Шарлоттой Бронте и её братом Бренуэллом в школьные годы (1838—1839).

## Значение творчества
Шарлотта Бронте является одной из талантливейших представительниц английского романтизма и реализма. Обладая крайне нервным и впечатлительным темпераментом, она в высокой степени владела тем, что Гёте называет секретом гения — способностью проникнуться индивидуальностью и субъективным настроением постороннего лица. При ограниченном круге наблюдений, она с поразительной яркостью и правдой изображала всё, что ей приходилось видеть и чувствовать. Если иногда чрезмерная яркость образов переходит в некоторую грубость красок, а излишний мелодраматизм в положениях и сентиментальное заключение ослабляют художественное впечатление, то полный жизненной правды реализм делает незаметными эти недостатки.
Посмертная биография Шарлотты Бронте, написанная Элизабет Гаскелл, — «Жизнь Шарлотты Бронте» — была опубликована первой среди многочисленных биографий писательницы. Книга Э. Гаскелл не всегда достоверна, однако её главный недостаток в том, что в ней практически полностью обойдено вниманием раннее литературное творчество Шарлотты Бронте.
В честь Шарлотты Бронте назван кратер на Меркурии.
Ш. Бронте изображена на британской почтовой марке 1980 года номиналом 12 пенсов.
В 1997 году, к 150-летию выхода в свет романа Ш. Бронте «Джейн Эйр», королевская почта Великобритании выпустила почтовую марку достоинством в 1 ф.ст.

## Романы
- Джейн Эйр, 1846—1847 гг., издан в 1847 г.
- Шерли, 1848—1849 гг., издан в 1849 г.
- Городок, 1850—1852 гг., издан в 1853 г.
- Учитель, 1845—1846 гг., издан в 1857 г.
- Эмма (Незавершённый).

## Стихотворения
- «Стихотворения Каррера, Эллиса и Эктона Беллов» (1846)
- Полное собрание стихотворений Шарлотты Бронте (1971). Под редакцией К. К. Шортера и Ч. У. Хэтфилда.
- «Стихотворения Шарлотты Бронте» (под ред. Тома Уиннифрита, 1984)

## Биографии
- «Жизнь Шарлотты Бронте» — Элизабет Гаскелл, 1857 год.